# Edgar Hertlein
  Edgar Hertlein (* 10. Dezember 1935 in Würzburg) ist ein deutscher Kunsthistoriker und Hochschullehrer.

## Leben
Er bekam seine erste gymnasiale Ausbildung von 1947 bis 1951 im Internat der Abtei Münsterschwarzach, ab 1951 besuchte er das humanistische Alte Gymnasium (heute Wirsberg-Gymnasium) in Würzburg, wo er 1956 das Abitur ablegte. Er studierte von 1956 bis 1963 Kunstgeschichte, Klassische Archäologie, Philosophie, Historische Hilfswissenschaften und Byzantinistik an den Universitäten von Würzburg und München. 1963 erfolgte die Promotion zum Dr. phil. in München. Seine wichtigsten Lehrer waren Hans Sedlmayr, Herbert Siebenhüner, Ludwig H. Heydenreich, Ernst Strauss und besonders Werner Gross, der auch seine Dissertation betreute. Von 1963 bis 1965 war er Stipendiat am deutschen Kunsthistorischen Institut in Florenz, wo ihn Ulrich Middeldorf nachhaltig prägte. 1966 wurde er wissenschaftlicher Assistent von Georg Kauffmann an der Universität Münster/Westfalen. Dort wurde er 1970 für das Fach Kunstgeschichte habilitiert, 1971 zum außerplanmäßigen Professor ernannt und 1976 zum Professor und Wissenschaftlichen Rat berufen. 1977 erfolgte seine Berufung auf den Lehrstuhl für Kunstgeschichte (mit Promotionsrecht) an die Staatliche Akademie der Bildenden Künste Stuttgart als Nachfolger von Hans Fegers (1911–1990), für den der Lehrstuhl 1959 erstmals eingerichtet worden war. Emeritiert wurde er 1999.
In der Lehre vertrat er das ganze Fach vom frühen Christentum bis in die klassische Moderne. Seine Lehrveranstaltungen in Stuttgart standen vorwiegend unter dem Gesichtspunkt der stetigen Auseinandersetzung von Künstlern über Jahrhunderte hinweg mit dem Bildgut großer Meister der Vergangenheit, um damit die Inspiration des Künstlers durch die Kunst selbst aufzuzeigen; er sah dies bewusst als Ergänzung zur zeitgenössischen Ausbildung von Kunstschaffenden zu einseitig betonter Kreativität und „Innovation“. Großer Beliebtheit erfreuten sich seine zahlreichen und ausgedehnten Exkursionen in nahezu alle großen Museumsstädte Europas und der Ostküste der USA. An der Akademie arbeitete er eng mit Bernd Rau (1941–2014) zusammen, der jahrelang dort als Lehrstuhlvertreter und dann als Lehrbeauftragter für Kunstgeschichte wirkte. Über 30 Jahre war er als wissenschaftlicher Reiseleiter für die Gesellschaft für Akademische Reisen Zürich tätig. 1999 trat er in den Ruhestand.
Wissenschaftlich beschäftigt er sich vorwiegend mit Baukunst und Skulptur der Franziskaner in Italien speziell in Assisi, mit französischer Buchmalerei und Elfenbeinkunst des Mittelalters, mit der Malerei der Frührenaissance in Florenz und der Repräsentationskunst der Habsburger im Spätmittelalter. Er veröffentlichte die frühesten von Egon Schiele bekannten Zeichnungen (heute im Museum Leopold in Wien).
Er war mit der Kinderärztin Irmgard Hertlein geb. Zeiss († 2015), verheiratet, die väterlicherseits aus der Verlegerfamilie Artaria (1774–1931) stammte. Ihr Urgroßvater Dominik Julius Artaria (1838–1901) war der letzte männliche Spross aus dem Mannheimer Zweig der Familie und der ältere Bruder von Rosalie Braun-Artaria (1840–1918). Mütterlicherseits war sie Enkelin von Richard Kothe (1863–1925).

## Schriften (Auswahl)
- Die Basilika San Francesco in Assisi. Gestalt – Bedeutung – Herkunft. Pocket Library of “Studies” in Art, 16, Florenz 1964.
- Capolavori Francesi in San Francesco d’Assisi. Antichità viva, 4, Florenz 1965.
- Das Grabmonument eines Lateinischen Kaisers von Konstantinopel. Zeitschrift für Kunstgeschichte, 29, München-Berlin 1966.
- Masaccios Trinität. Kunst, Geschichte und Politik der Frührenaissance in Florenz. Pocket Library of “Studies” in Art, 24, Florenz 1979.
- Das Grabmonument Kaiser Friedrichs III. (1415–1493) als habsburgisches Denkmal. Pantheon, 35, München 1977.
- IN FRIDERICI IMPERATORIS INCOLUMITATE SALUS IMPERII CONSISTIT. Antike und mittelalterliche Herrscher-Auffassungen am Grabmal Friedrichs III. in Wien. Jahrbuch der Kunsthistorischen Sammlungen in Wien, 81, Wien 1985.
- Das Grabmal Kaiser Friedrichs III. im Lichte der Tradition, in: Lothar Kolmer (Hrsg.): Der Tod des Mächtigen. Kult und Kultur des Todes spätmittelalterlicher Herrscher. Paderborn/München/Wien/Zürich 1997.
- Frühe Zeichnungen von Egon Schiele. In: Alte und moderne Kunst. Jahrgang XII, Heft 95, Wien 1967, S. 32–41 (hauspublikationen.mak.at).
- Karl-Henning Seemann. Bildhauer und Zeichner, Stuttgart 1984.
- Evangelistenbilder im Wandel der Zeit. In: Bibel und Kirche, 50, Stuttgart 1995.

Weitere Aufsätze und zahlreiche Rezensionen in den Zeitschriften Journal für Kunstgeschichte, Pantheon, Zeitschrift für Kunstgeschichte, Antichitá viva, Das Münster.